# 45. šahovska olimpijada
45. šahovska olimpijada je potekala od 10. do 23. septembra 2024 v Budimpešti.
Na olimpijadi je sodelovalo 197 ekip na odprtem turnirju - to je v bistvu moški turnir, na katerem pa lahko sodelujejo tudi tekmovalke - in 183 na ženskem turnirju.
Na turnirju so odigrali 11 kol po švicarskem sistemu.
Slovenska moška ekipa je osvojila odlično 9. mesto. 

## Slovenska reprezentanca
Moški
- GM Vladimir Fedosejev 2692
- GM Anton Demčenko	2597
- GM Jan Šubelj 2498
- GM Matej Šebenik 2515
- FM Matic Lavrenčič 2360

Slovenska ekipa je bila po povprečnem ratingu uvrščena na 26. mesto. Kapetan ekipe je bil Matej Šebenik.
Ženske
- IM (WGM) Laura Unuk 2316
- WIM Zala Urh 2251
- WIM Lara Janželj 2193
- WIM Teja Vidic 2128
- WFM Vesna Mihelič 2069

Slovenska ekipa je bila po povprečnem ratingu uvrščena na 28. mesto. Kapetan ekipe je bil Matjaž Mikac.

## Rezultati

### Odprti turnir
1.  Indija
2.  ZDA
3.  Uzbekistan
...
9.  Slovenija

### Ženski turnir
1.  Indija
2.  Kazahstan
3.  ZDA
...
38.  Slovenija